# Carlos Soler (fodboldspiller)
Carlos Soler Barragán (født 2. januar 1997) er en spansk professionel fodboldspiller, der spiller som central eller højre midtbanespiller for Ligue 1-klubben Paris Saint-Germain og det spanske landshold.
Internationalt vandt Soler en sølvmedalje med det spanske olympiske fodboldhold ved sommer-OL 2020.